# Grandmont

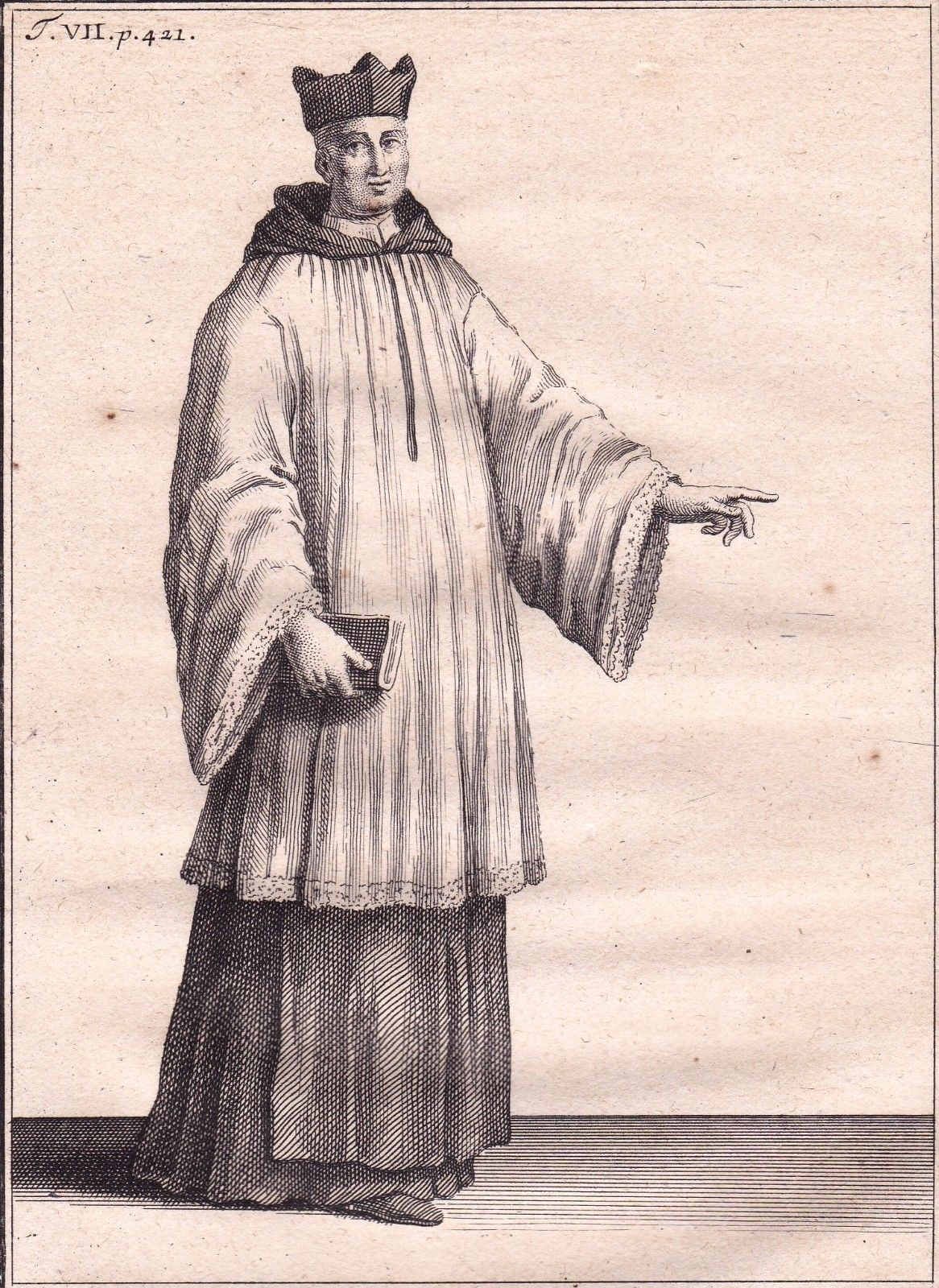
Monje de Grandmont.

Grandmont fue una orden religiosa católica eremítica, fundada en Lemosín por Esteban de Muret en 1076, y disuelta en 1772. Fue notable por su regla monástica y la difusión de su modelo arquitectónico de acuerdo con la reforma gregoriana.

## Fundación
Luego de un peregrinaje por Italia, donde le impresionó la vida de los eremitas, Etienne (Esteban, en castellano), originario de Thiers en Auvergne, se instala en los montes de Ambazac, a veinte kilómetros de Limoges, en el ducado de Aquitania. Funda la ermita de Muret, hacia 1076, coincidiendo con un tiempo en que el normal el regreso a una vida religiosa estricta: en 1084, Bruno fundó la Chartreuse y, en 1098, Roberto de Molesmes fundó la Abadía de Cîteaux.
La Vita, escrita para el dossier de canonización de Etienne, lo presenta como fundador de una orden. Sin embargo continúa siendo diácono: no vistió los hábitos de los monjes ni los de fundador de canónigos. Etienne y sus primeros compañeros se distinguieron por la elección de una vida de en la más absoluta austeridad y pobreza. El mismo prohíbe toda posesión de tierras más allá de los límites del dominio, los únicos animales que se podían permitir eran las abejas. Practican trabajos manuales, el cultivo justo para la subsistencia, sin regla dada, en sus claustros, lejos del mundo. Su fiel discípulo Hugues Lacerta trasmite su ideal de vida y su doctrina fundada en el Evangelio: esta es la base de la Regla de la Orden.

## Establecimiento en Grandmont

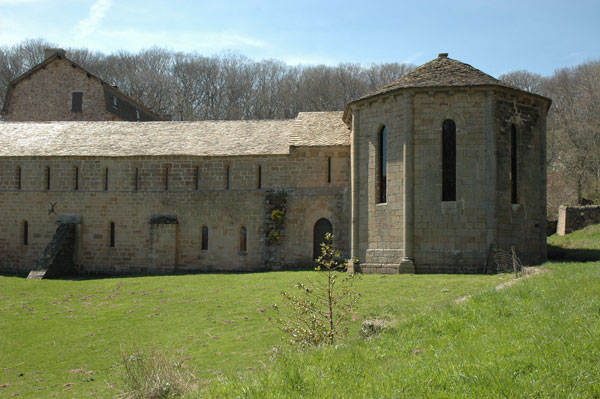
Priorato de Comberoumal, típica construcción grandmontina.

A la muerte de su fundador, en 1124, Pierre de Limoges, sacerdote, se convierte en el responsable de los hermanos (prior). Como resultado de los pleitos con sus vecinos benedictinos y sin duda también por la decisión del obispo de Limoges, decide instalarse en Grandmont a cinco kilómetros de Ambazac. El lugar se encuentra en la frontera con las tierras del obispo y el territorio del conte de la Marche.
Las primeras comunidades reúnen en un estricto espíritu de igualdad dos categorías muy diferentes. Primero los hermanos laicos (más tarde llamados conversos) encargados de la administración y los hermanos sacerdotes o clérigos que llevan una vida contemplativa y dependen de los primeros: este es el origen de Grandmont.
Una primera versión de la regla de Grandmont sería aceptada por el Papa en 1156. El papa Alejandro III «confirma»  la regla hacia 1171. En 1188, el papa Clemente III aprueba ese texto, una de las últimas oportunidades en la cual una nueva regla es aceptada, también por este mismo papa es canonizado el fundador Etienne en 1189. 
El hábito original de la orden era una túnica basta con escapulario y capucha de color marrón oscuro, que más tarde se cambió a negro. Con el tiempo, el escapulario y la capucha dejaron paso al roquete como los canónigos regulares. La estricta observancia del siglo XVII recuperó el hábito primitivo. La orden prohibió expresamente la presencia de mujeres en las comunidades, pero algunos conventos de monjas se abrieron en la diócesis de Limoges.

El superior de cada comunidad se le nombraba corrector, y el de la casa madre de Grandmont prior. Para dar plena disponibilidad del tiempo a los clérigos, la actividad administrativa y la autoridad en estos asuntos recaía en los conversos. Entre los hermanos laicos era habitual que hubiese miembros de la pequeña nobleza, que ya estaban habituados a la administración de tierras y asuntos domésticos. Poco a poco se fue delegando completamente toda la gestión a los laicos, cuando en las otras órdenes pasaba al revés, donde los laicos trabajaban bajo las directrices de los clérigos. Esta situación originó algún conflicto, así hubo una revuelta entre 1185 y 1188. Fueron acusados los laicos de querer reglamentar también lo tocante a lo espiritual, por lo que finalmente acabaron perdiendo su poder ante los clérigos. A estos últimos, la regla les pareció demasiado austera y consiguieron que los papas la suavizaran.

## Difusión de la orden
La austeridad en que vivían atrajo los favores de nobles y reyes que se convertían en protectores de la orden, como Enrique II de Inglaterra y Luis IX de Francia, que funda el monasterio de Vincennes, cerca de París. Como consecuencia del apoyo de Enrique II a la orden, ésta tenía un cierto control de la región de Limoges y Aquitania, territorios de la corona por su casamiento con Leonor de Aquitania. La orden se extiende rápidamente contando con numerosos monasterios, la mayoría en Aquitania, Anjou y Normandía.
Las nuevas fundaciones reciben rentas o diezmos sobre sus dominios, los monasterios eran muy pequeños, normalmente cuadrados de una treintena de metros por lado. Los maestros de obra difunden el savoir-faire de Grandmont en las celdas. Pero el rigor de la pobreza original se va esfumando y empiezan a construirse grandes edificios, incluso en la misma casa madre de Grandmont, el aumento de posesiones van haciendo que el papel de los conversos y los laicos vayan adquiriendo cada vez más importancia dentro de la orden.
Sin embargo las disensiones persisten durante todo el siglo XIII. Por consiguiente en 1317, el papa Juan XXII reorganiza la Orden. Grandmont es elevada a abadía. El papa conserva 39 casas elevadas al rango de monasterio, cada una cuenta con una quincena de hermanos. Las otras se convierten en simples terrenos agrícolas ligadas a un monasterio o a la casa-madre. La influencia del rey de Francia sobre las abadías aumenta.
A pesar de las vicisitudes de la guerra de los Cien Años, de la encomienda y de las guerras de religión, los archivos nos revelan un señorío eclesiástico que se mantiene. A través de toda su historia está exenta de impuestos y otros derechos lo que le beneficia para incrementar su patrimonio. Durante el siglo XVII y gracias al endeudamiento de los arrendatarios vuelve a comprar o se apodera de las posesiones, se habla de los «señores de Grandmont».

## Supresión de la Orden
Las abadías se aferran a las ideas de la Liga, acercándose a la Contrarreforma. Tratan sin éxito de luchar contra el abandono, se aplican a grandes proyectos de reconstrucción de edificios en la abadía. Charles Frémon logra instalar la estricta observancia sólo en algunas casas. El rechazo de otros religiosos y la codicia del obispo traen la supresión de la Orden de la mano de la comisión de los Regulares en 1772. Los monjes de la Estricta observancia se dispersan en 1780 y poco después el resto, los dos últimos monjes que vivían en Grandmont fueron expulsados en 1787, las fincas y casas fueron vendidas durante la Revolución francesa y la abadía fue demolida en 1817.

## Legado
El Orden de Grandmont no produjo autores literarios o eclesiásticos de importancia, aparte de algunas vidas como la del fundador, la única obra significativa que salió fue el tratado de Gérard Ithier De institutione novitiorum erróneamente atribuida a Hugo de San Víctor, de gran popularidad en la Edad Media.
La arquitectura de las casas de la orden destacaba por la simplicidad de naves con bóveda apuntada, tres ventanas hacia el este y una en el oeste, con la entrada a la iglesia normalmente orientada al nordeste.
El espíritu de Esteban de Muret, fue recuperado en 1979, a Indre-et-Loire, en la comuna de Villeloin-Coulangé (en Loches) en un antiguo monasterio fundado por Enrique II de Inglaterra, se establecieron tres hermanos para vivir del «evangelio y de la cruz».